# His Majesty's Troopship
L'acronimo HMT indica la sigla His (o Her) Majesty's Troopship, cioè le navi che svolgono servizio di Nave Trasporto Truppe per la Royal Navy inglese.
La più famosa imbarcazione che abbia effettuato tale compito è l'Olympic, la quale fu l'unica nave che riuscì nell'impresa di affondare un sommergibile, durante la prima guerra mondiale.
Spesso questa sigla viene confusa con HMS, ovvero His (o Her) Majesty's Ship, che  differiscono per il fatto di essere delle imbarcazioni (navi, sottomarini, ecc.) armate, cioè da guerra.